# Diego (Zeichentrickserie)
Diego (engl. Go, Diego, Go!) ist eine US-amerikanische Zeichentrickserie, die seit 2005 auf Nickelodeon in den USA läuft. Es existieren 86 Folgen; die Sendung lief bisher in 20 Ländern, darunter seit 2008 auch in Deutschland.
Die Sendung ist an Kleinkinder gerichtet. Diese sollen dort Rechnen und ihre Muttersprache (im Original: Englisch) lernen können.

## Inhalt
Der achtjährige Diego Márquez hilft Tieren in Not, vor allem im Regenwald, und wird dabei vom befreundeten Jaguar Baby Jaguar begleitet. Diego ist der Cousin Doras, die ihn auch einige Male besucht. Außerdem treten auf Diegos Großvater, der eine Erdbeerfarm besitzt, die sprechende Kamera Click, die Tiere in Not aufspüren kann, und Rescue Pack, eine Tragetasche, die Diego mit sich führt und die jede Gestalt annehmen kann.
In der Serie lernen die Zuschauer über Abläufe in der Natur und deren Wert sowie den Nutzen von Zusammenarbeit. Gleichzeitig lernen die Zuschauer, bezeichnete Gegenstände im Standbild zu suchen und zu finden. Abschließend wird das Erlebte von Diego und seinen Zuschauern rekapituliert. Es wird ein im Beitrag geschossenes Foto in ein Album geklebt.

## Produktion und Veröffentlichung
Die Serie ist ein Spin-off der Serie Dora, die seit 2000 von Nickelodeon gesendet wird und sich ebenfalls an Vorschulkinder richtet. Bei der Produktion der Nickelodeon Studios führten Katie McWane und Allan Jacobsen Regie. Für den Schnitt war Gayle McIntyre verantwortlich, die Musik komponierten Jed Becker und Steve Sandberg.
Die Serie wurde ab dem 6. September 2005 von Nickelodeon in den USA ausgestrahlt sowie später bei CBS wiederholt. Die Folgen erschienen auch auf DVD und wurden unter anderem in Australien, Großbritannien, Kanada, Frankreich, Italien und Lateinamerika ausgestrahlt. Seit dem 26. Januar 2008 wurde die Serie auf Deutsch durch Nick Premium ausgestrahlt, Wiederholungen folgten bei Nick und Nick Jr.

## Synchronisation
Die deutsche Synchronfassung der Serie entstand bei den Bikini Studios in Berlin, unter der Dialogregie von Frank Turba.
| Rolle       | Englische Sprecher                                                                                  | Deutsche Sprecher                |
| ----------- | --------------------------------------------------------------------------------------------------- | -------------------------------- |
| Diego       | Jake T. Austin (Staffel 1 bis 3) Hunter Matt (Staffel 4) Brandon Zambrano (Staffel 5)               | David Wittmann                   |
| Baby Jaguar | Thomas Sharkey                                                                                      | Alexandra Ludwig Cathlen Gawlich |
| Alicia      | Constanza Sperakis (Staffel 1 u. 2) Serena Kerrigan (Staffel 3) Gabriela Aisenberg (Staffel 4 u. 5) | Litta Von Kelatharina            |
| Dora        | Kathleen Herles                                                                                     | Kira Herbing                     |
| Rescue Pack | Keeler Sandhaus                                                                                     | Alexandra Ludwig Cathlen Gawlich |